# Empoascanara digitata
Empoascanara digitata är en insektsart som beskrevs av Irena Dworakowska 1979. Empoascanara digitata ingår i släktet Empoascanara och familjen dvärgstritar. Inga underarter finns listade i Catalogue of Life.